# Llista de doctors honoris causa per la Universitat d'Alacant
Llista de persones investides com a doctors honoris causa per la Universitat d'Alacant (actualitzada a juliol de 2016).
- Abel Agambeguian (1989)
- Manuel Albaladejo García (2003)
- Robert Alexy (2008)
- Manuel Alvar López (1993)
- María del Carmen Andrade Perdrix (2006)
- Gonzalo Anes Álvarez de Castrillón (1998)
- José María Azcárate y Rístori (1991)
- Antoni M. Badia i Margarit (2002)
- Miquel Batllori Munné (2002)
- Irina P. Beletskaya (2015)
- Mario Benedetti (1997)
- Jose María Bengoa Lecanda (2004)
- Ignacio Bosque Muñoz (2000)
- Eugenio Bulygin (2008)
- Gérard Chastagnaret (2014)
- Eduardo Chillida (1996)
- André Clas (2010)
- Jean Maurice Clavilier (1994)
- Filippo Coarelli (2012)
- Marilyn Cochran-Smith (2012)
- Germà Colón Domènech (1990)
- Willian W. Cooper (1995)
- Elías J. Corey (1999)
- Avelino Corma Canós (2011)
- Linda Darling-Hammond (2012)
- Carlos de Cabo Martín (2012)
- Elías Díaz García (2008)
- Deborah Duen Ling Chung (2011)
- Gérard Dufour (2014)
- Enrique Fuentes Quintana (1998)
- Johan Galtung (2002)
- Antonio García Berrio (2006)
- José Luis García Delgado (2011)
- Jesús García Fernández (1995)
- Ernesto Garzón Valdés (2008)
- Juan Gil-Albert (1985)
- Jane Goodall (2009)
- Stephen Greenblatt (2016)
- Gonzalo Halffter Sala (2000)
- Edwin Robert Hancock (2015)
- Alan Heeger (2007)
- Antonio Hernández Gil (1986)
- Gloria Ladson-Billings (2012)
- Eusebio Leal Spengler (2011)
- Enrique Llobregat Conesa (1995)
- Tomàs Llorens Serra (2013)
- Alan Loddon Yuille (2011)
- Antonio López Gómez (1995)
- Humberto López Morales (2000)
- Consuelo López Nomdedeu (2014)
- Ramon Margalef i López (1999)
- Robert Marrast (2002)
- Pedro Martínez Montávez (2006)
- Andreu Mas-Colell (1991)
- Afaf I. Meleis (2014)
- Boris Mordukhovich (2009)
- Erwin Neher (1993)
- Ryoji Noyori (2003)
- Severo Ochoa (1986)
- Francesc Orts i Llorca (1984)
- Daniel Pauly (2013)
- Ramon Pelegero Sanchis (2011)
- José Pérez Llorca (1984)
- Tyrrell Rockafellar (2000)
- Joaquín Rodrigo (1989)
- Luis Ángel Rojo Duque (1998)
- José Luis Romanillos Vega (2014)
- Bert Sakmann (1993)
- Joan Antoni Samaranch i Torelló (1992)
- Julio María Sanguinetti Coirolo (2015)
- Jacques Santer (1995)
- Eduardo S. Schwartz (2001)
- Russell P. Sebold (1984)
- Manuel Seco Reymundo (2010)
- Eusebio Sempere (1984)
- William F. Sharpe (2003)
- José María Soler (1985)
- Alberto Sols García (1984)
- Gabriel Tortella Casares (2014)
- Manuel Valdivia Ureña (2000)
- Enric Valor i Vives (1999)
- Mario Vargas Llosa (2008)
- Juan Velarde Fuertes (1998)
- María Felisa Verdejo Maillo (2016)
- Bernard Vincent (2000)
- Immanuel Wallerstein (2002)
- Muhammad Yunus (2006)
- Giuseppe Zaccaria (2016)
- Alonso Zamora Vicente (2002)
- Raúl Zurita Canessa (2015)

## Font
- Llistat de doctors i doctores honoris causa a la web de la Universitat d'Alacant Arxivat 2016-08-26 a Wayback Machine.